# 圣安德烈德布里尤兹
圣安德烈-德布里尤兹（法語：Saint-André-de-Briouze，法語發音：[sɛ̃.t‿ɑ̃dʁe də bʁijuz] ⓘ，意为“布里尤兹的圣安德烈”）是法国奥恩省的一个市镇，属于阿让唐区。

## 地理
圣安德烈-德布里尤兹（48°43'47"N, 0°19'41"W）面积12.21 平方千米，位于法国诺曼底大区奧恩省，该省份为法国西北部内陆省份，北起顺时针与卡爾瓦多斯省、厄尔省、厄尔-卢瓦省、萨尔特省、马耶讷省和芒什省接壤。
与圣安德烈-德布里尤兹接壤的市镇（或旧市镇、城区）包括：潘泰勒、布里尤兹、克拉梅尼勒、梅尼勒贡杜安、圣伊莱尔-德布里尤兹、皮唐日勒拉克。
圣安德烈-德布里尤兹的时区为UTC+01:00、UTC+02:00（夏令时）。

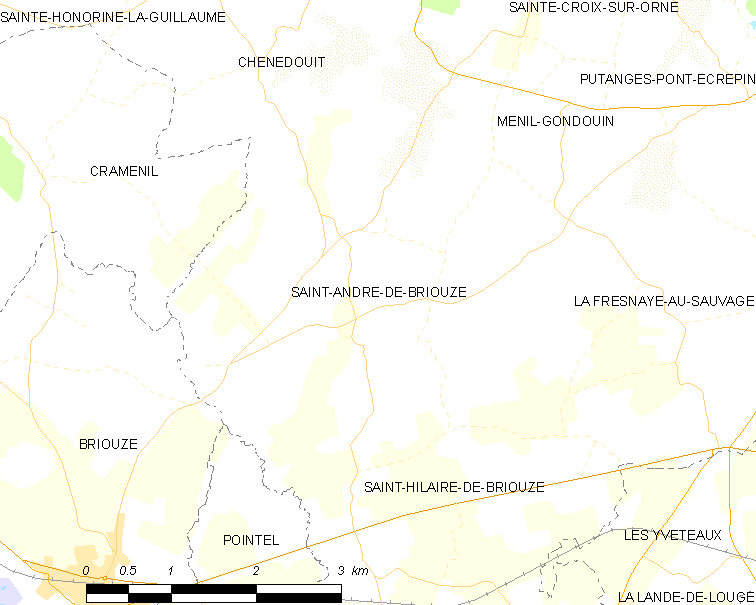
圣安德烈-德布里尤兹的OSM定位图

## 行政
圣安德烈-德布里尤兹的邮政编码为61220，INSEE市镇编码为61361。

## 政治
圣安德烈-德布里尤兹所属的省级选区为阿蒂斯-瓦勒德鲁夫尔县。

## 人口

1962-2008年间圣安德烈-德布里尤兹人口变化图示

圣安德烈-德布里尤兹于2022年1月1日时的人口数量为175人。